# Dwars door België 1990
La Dwars door België 1990, quarantacinquesima edizione della corsa, si svolse il 22 marzo 1990 su un percorso di 200 km, con partenza ed arrivo a Waregem. Fu vinta dal belga Edwig Van Hooydonck della squadra Buckler davanti all'olandese Adrie van der Poel e all'altro belga Marc Sergeant.

## Ordine d'arrivo (Top 10)
| Pos. | Corridore           | Squadra                           | Tempo    |
| ---- | ------------------- | --------------------------------- | -------- |
| 1    | Edwig Van Hooydonck | Buckler                           | 4h57'00" |
| 2    | Adrie van der Poel  | Weinmann-SMM Uster                | s.t.     |
| 3    | Marc Sergeant       | Panasonic-Sportlife               | s.t.     |
| 4    | Stefan Räkers       | Isoglass-Garden Wood-Tonissteiner | s.t.     |
| 5    | Kim Andersen        | Z                                 | s.t.     |
| 6    | Noel Segers         | Buckler                           | s.t.     |
| 7    | Carlo Bomans        | Weinmann-SMM Uster                | a 1'10"  |
| 8    | Johan Museeuw       | Lotto-Superclub                   | s.t.     |
| 9    | Frans Maassen       | Buckler                           | s.t.     |
| 10   | Dmitri Konyshev     | Alfa Lum                          | s.t.     |